# ایست پوینت (آلاباما)
ایست پوینت (به انگلیسی: East Point) شهرکی در شهرستان کالمن ایالت آلاباما است که مساحت آن ۳٫۰۳ کیلومترمربع است و در سرشماری سال ۲۰۱۰ میلادی، ۲۰۱ نفر جمعیت داشته و تراکم جمعیتی آن، ۶۶٫۳۴ در کیلومترمربع بوده است.